# Mosca I
Mosca I è un dipinto a olio su tela (51,5x49,5 cm) realizzato nel 1916 dal pittore Vasilij Kandinskij.
È conservato nella Galleria Statale di Tret'jakov di Mosca.